# Heike Amos
Heike Amos (geboren 5. März 1962 in Ost-Berlin) ist eine deutsche Historikerin. Sie forscht am Institut für Zeitgeschichte München – Berlin vor allem über die Geschichte der DDR und der SED.

## Leben

### Beruflicher Werdegang
Heike Amos studierte in der DDR Geschichte und Germanistik an der Karl-Marx-Universität in Leipzig, wurde 1987 promoviert und arbeitete dort anschließend als wissenschaftliche Mitarbeiterin. Nach dem Zusammenbruch der DDR absolvierte sie von 1990 bis 1992 ein Aufbaustudium in Verwaltungswissenschaften an der Deutschen Universität für Verwaltungswissenschaften Speyer.
Von 1995 bis 2005 war Amos Forschungsreferentin am Deutschen Forschungsinstitut für öffentliche Verwaltung bei der Deutschen Universität für Verwaltungswissenschaften Speyer. Von 2005 bis 2007 war sie wissenschaftliche Mitarbeiterin beim Forschungsverbund SED-Staat an der Freien Universität Berlin. Seit 2007 ist sie wissenschaftliche Mitarbeiterin am Institut für Zeitgeschichte München – Berlin. Sie ist dort in der Abteilung Berlin tätig.

### Forschungsschwerpunkte
Amos forscht über die Geschichte der DDR und der SED. Schwerpunkte dabei sind die Verfassungs- und Verwaltungsgeschichte der DDR, die Geschichte der SED-Deutschlandpolitik und der SED-Vertriebenenpolitik.

## Veröffentlichungen (Auswahl)
- Der Reproduktionsprozess der Arbeiterklasse der DDR von 1964 bis 1971, sozial- und zweigstrukturelle Veränderungen dieser Klasse. Dissertation vorgelegt an der Universität Leipzig. 1987.
- „Kaderpolitik“ in der Justizverwaltung der SBZ, DDR (1945–1953). Leipziger Universitäts-Verlag, Leipzig 1996, ISBN 978-3-931922-27-6.
- Justizverwaltung in der SBZ, DDR: Personalpolitik 1945 bis Anfang der 50er Jahre. In: Arbeiten zur Geschichte des Rechts in der DDR. Band 1. Böhlau, Köln / Weimar / Wien 1996, ISBN 978-3-412-09895-7.
- „Auferstanden aus Ruinen …“ Die Nationalhymne der DDR 1949 bis 1990. Dietz Verlag, Berlin 1997, ISBN 978-3-320-01939-6.
- Die Westpolitik der SED 1948/49–1961. „Arbeit nach Westdeutschland“ durch die Nationale Front, das Ministerium für Auswärtige Angelegenheiten und das Ministerium für Staatssicherheit. Akademie-Verlag, Berlin 1999, ISBN 978-3-05-003446-1.
- Zur Geschichte des Forschungsinstituts für öffentliche Verwaltung bei der (Deutschen) Hochschule für Verwaltungswissenschaften Speyer 1956/1962–2001. Forschungsinstitut für Öffentliche Verwaltung, Speyer 2002, ISBN 978-3-932112-66-9.
- Politik und Organisation der SED-Zentrale 1949–1963. Struktur und Arbeitsweise von Politbüro, Sekretariat, Zentralkomitee und ZK-Apparat. In: Diktatur und Widerstand. Band 4. Lit-Verlag, Münster / Hamburg / London 2003, ISBN 978-3-8258-6187-2.
- Der „Beratende Finanzausschuss der französischen Besatzungszone“. Aspekte seiner Tätigkeit 1946–1949. Forschungsinstitut für Öffentliche Verwaltung, Speyer 2005, ISBN 978-3-932112-77-5.
- Die Entstehung der Verfassung in der Sowjetischen Besatzungszone / DDR 1946–1949. Darstellung und Dokumentation. Lit-Verlag, Münster / Berlin / London 2006, ISBN 978-3-8258-9126-8.
- Die Vertriebenenpolitik der SED 1949 bis 1990. Oldenbourg Wissenschaftsverlag, München 2009, ISBN 978-3-486-70627-7.
- Vertriebenenverbände im Fadenkreuz: Aktivitäten der DDR-Staatssicherheit 1949 bis 1989. De Gruyter, Berlin / Boston 2011, ISBN 978-3-486-71334-3.
- Die SED-Deutschlandpolitik 1961 bis 1989: Ziele, Aktivitäten und Konflikte. Vandenhoeck & Ruprecht, Göttingen 2015, ISBN 978-3-525-30077-0.
- mit Tim Geiger u. a.: Die Einheit: Das Auswärtige Amt, das DDR-Außenministerium und der Zwei-plus-Vier-Prozess. Vandenhoeck & Ruprecht, Göttingen 2015, ISBN 978-3-647-30076-4.
- Die Westpolitik der SED 1948/49–1961: „Arbeit nach Westdeutschland“ durch die Nationale Front, das Ministerium für Auswärtige Angelegenheiten und das Ministerium für Staatssicherheit. De Gruyter, Berlin / Boston 2017, ISBN 978-3-05-007741-3.
- Karrieren ostdeutscher Physikerinnen in Wissenschaft und Forschung 1970 bis 2000. De Gruyter, Berlin / München / Boston 2020, ISBN 978-3-11-063788-5.